# ブレンダン・ジョーンズ
ブレンダン・ジョーンズ（Brendan Jones, 1975年3月3日 - ）は、オーストラリア出身のプロゴルファー。

## 来歴・人物
2000年4月20日に行われた「キリンオープン」で日本ツアーデビュー、翌2001年から本格的に参戦した。2001年には、ドライビングディスタンスで日本ツアー初の300ヤード超えての1位を獲得した。2002年に「フィリップモリス・チャンピオンシップ」でツアー初優勝。2005年に、米ツアーに参戦するが、シード権が得られず、2006年には再び日本ツアーに復帰した。2007年にはツアー3勝を挙げ、賞金ランキングも自己最高の3位に入った。
2013年には2度の手術を受け、16年9月のANAオープンで久しぶりのツアー優勝を果たした。
300ヤード飛ばすドライバーショットに、安定したゴルフを見せている。平均ストロークは2007年から2010年まで4位以内に入っている。

## 優勝歴
- 2002年 - フィリップモリス・チャンピオンシップ
- 2003年 - サン・クロレラクラシック
- 2004年 - つるやオープンゴルフトーナメント、〜全英への道〜 ミズノオープン
- 2006年 - つるやオープン
- 2007年 - つるやオープン、三井住友VISA太平洋マスターズ、ゴルフ日本シリーズJTカップ
- 2010年 - アジアパシフィック・パナソニックオープン
- 2011年 - 中日クラウンズ
- 2012年 - 東建ホームメイトカップ、サン・クロレラクラシック
- 2013年 - 〜全英への道〜 ミズノオープン
- 2016年 - ANAオープン
- 2019年 - 東建ホームメイトカップ